# Bokspits
Bokspits est un village situé dans le district de Kgalagadi au Botswana, près de la frontière avec l'Afrique du Sud. Il s'agit du village le plus au sud du pays.
Il y a une école primaire et une clinique.
Lors du recensement de 2011, la population était de 507 habitants.